# Небљуси
Небљуси су насељено мјесто у општини Доњи Лапац, источна Лика, Република Хрватска.

## Географија
Четири километра сјеверно од Небљуса се налази гранични прелаз Ужљебић према Босни и Херцеговини. Небљуси су удаљени око 14 км сјеверно од Доњег Лапца.

## Историја
Небљуси су се од распада Југославије до августа 1995. године налазили у Републици Српској Крајини.

## Култура
У Небљусима је сједиште истоимене парохије Српске православне цркве. Парохија Небљуси припадају Архијерејском намјесништву личком у саставу Епархије Горњокарловачке. У Небљусима се налази храм Српске православне цркве Светог пророка Илије саграђен 1795. године, а оштећен у Другом свјетском рату. Обнављан је 1964. и 2003. године. Парохију сачињавају: Круге, Мелиновац, Међудражје, Скочај и Заваље.

## Становништво
Небљуси су се од пописа становништва 1961. до августа 1995. налазили у саставу некадашње општине Доњи Лапац.
Према попису из 1991. године, насеље Небљуси је имало 303 становника, међу којима је било 287 Срба, 2 Хрвата, 3 Југословена и 11 осталих. Према попису становништва из 2001. године, Небљуси су имали 166 становника. Према попису становништва из 2011. године, насеље Небљуси је имало 208 становника.
| Националност       | 1991. | 1981. | 1971. | 1961. |
| Срби               | 287   | 326   | 455   | 573   |
| Југословени        | 3     | 17    | 8     | 25    |
| Хрвати             | 2     | 3     | 3     | 11    |
| Муслимани          | 1     | 1     |       |       |
| остали и непознато | 10    | 2     | 1     | 16    |
| Укупно             | 303   | 349   | 467   | 625   |

| Демографија | Демографија | Демографија |
| Година      | Становника  | Становника  |
| ----------- | ----------- | ----------- |
| 1961.       | 625         |             |
| 1971.       | 467         |             |
| 1981.       | 349         |             |
| 1991.       | 303         |             |
| 2001.       | 166         |             |
| 2011.       |             | 208         |

## Попис 1991.
На попису становништва 1991. године, насељено место Небљуси је имало 303 становника, следећег националног састава:
| Попис 1991.‍ | Попис 1991.‍ | Попис 1991.‍ | Попис 1991.‍ | Попис 1991.‍ |
| ----------- | ----------- | ----------- | ----------- | ----------- |
|             |             |             |             |             |
| Срби        | Срби        |             | 287         | 94,71%      |
| Југословени | Југословени |             | 3           | 0,99%       |
| Грци        | Грци        |             | 2           | 0,66%       |
| Хрвати      | Хрвати      |             | 2           | 0,66%       |
| Муслимани   | Муслимани   |             | 1           | 0,33%       |
| Роми        | Роми        |             | 1           | 0,33%       |
| непознато   | непознато   |             | 7           | 2,31%       |
| укупно: 303 |             |             |             |             |

## Знамените личности
- Стојан Матић, народни херој Југославије